# Ла-Лумия
Ла-Лумия (фр. La Loumia) — деревня и супрефектура в Чаде, расположенная на территории региона Шари-Багирми. Входит в состав департамента Шари.

## Географическое положение
Деревня находится в юго-западной части Чада, на правом берегу реки Ла-Лумия, к западу от реки Шари, на высоте 277 метров над уровнем моря.
Населённый пункт расположен на расстоянии приблизительно 80 километров к юго-юго-востоку (SSE) от столицы страны Нджамены.

## Население
По данным официальной переписи 2009 года численность населения Ла-Лумии составляла 29 819 человек (14 749 мужчин и 15 070 женщин). Население супрефектуры по возрастному диапазону распределилось следующим образом: 51,9 % — жители младше 15 лет, 42,7 % — между 15 и 59 годами и 5,4 % — в возрасте 60 лет и старше.

## Транспорт
Ближайший аэропорт расположен в городе Масенья.